# Абонданс (порода коров)
Абонданс (фр. Abondance) — порода крупного рогатого скота, выведенная во Франции. Занимает четвёртое место по количеству поголовья среди пород крупного рогатого скота Франции.

## История
Сначала эта порода называлась «шабле» или «шаблезьен» (фр. Chablais, Chablaisien, Chablaisienne), по названию северной провинции Герцогства Савойя — Шабле. В 1891 году порода была переименована, тогда же была открыта племенная книга.
В 1946 году абонданс вместе с тремя другими самостоятельными родственными породами симментальских корней — монтбелиард, тишет и жессьен были объединены в одну породу пи-руж-де-л’ест (фр. Pie Rouge de l'Est — «красная восточная») с общей племенной книгой.

## Описание
Масть животных красная, брюхо белое, вокруг глаз пятна («очки»). Рост коров — 140—150 см, вес быков — 850—1100 кг, коров — 550—800 кг. Среднегодовой надой молока составляет 6274 кг, жирность молока — 3,7 %. 80 % молока идёт на производство сыра. Стада 6 — 7 месяцев в год содержатся в стойлах, остальное время пасутся на альпийских пастбищах.

## Распространение
Во Франции порода абонданс по количеству поголовья занимает четвёртое место среди пород крупного рогатого скота, она наиболее распространена в регионах Рона-Альпы и Овернь. По данным 2014 года насчитывалось 49780 коров породы абонданс, 2214 стад, 10842 коровы было занесено к племенной книги.
Порода абонданс экспортировалась в Канаду, Южную Америку, Западную Азию и Африку.